# Форт Драм
Форт Драм (англ. Fort Drum) — одна з військових баз армії США, яка розташована неподалік від міста Вотертаун в окрузі Джефферсон, штату Нью-Йорк.

## Історія
У 1908 році територія, на якій зараз розташований Форт Драм, була придбана Військовим міністерством для створення навчального центру й отримала назву Пайн Кемп. Під час Другої світової війни на базі Пайн Кемп були розгорнуті фонди для розгортання й підготовки трьох дивізій: 4-ї й 5-ї бронетанкових і 45-ї піхотної. Пізніше у форті був створений табір військовополонених для італійців і німців, захоплених у Європі. З 1951 року базу перейменували на Кемп Драм, на честь генерал-лейтенанта Г'ю Драма, начальника штабу 1-ї американської армії в часи Першої світової війни та її командувач на початку Другої світової. З 1974 року військова база носить ім'я Форт Драм.

## Дислокація
На базі Форт Драм базуються формування армії США, а також окремі частини та формування інших видів збройних сил США:
Основні формування:
- 10-та гірсько-піхотна дивізія
- Командування армії США з матеріального забезпечення
- Американський Червоний Хрест